# مايك ديفيز (لاعب دوري الرغبي)
مايك ديفيز (بالإنجليزية: Michael Davies)‏ هو لاعب دوري الرغبي بريطاني، ولد في 18 أغسطس 1962.